# Jüdischer Friedhof (Eschwege)

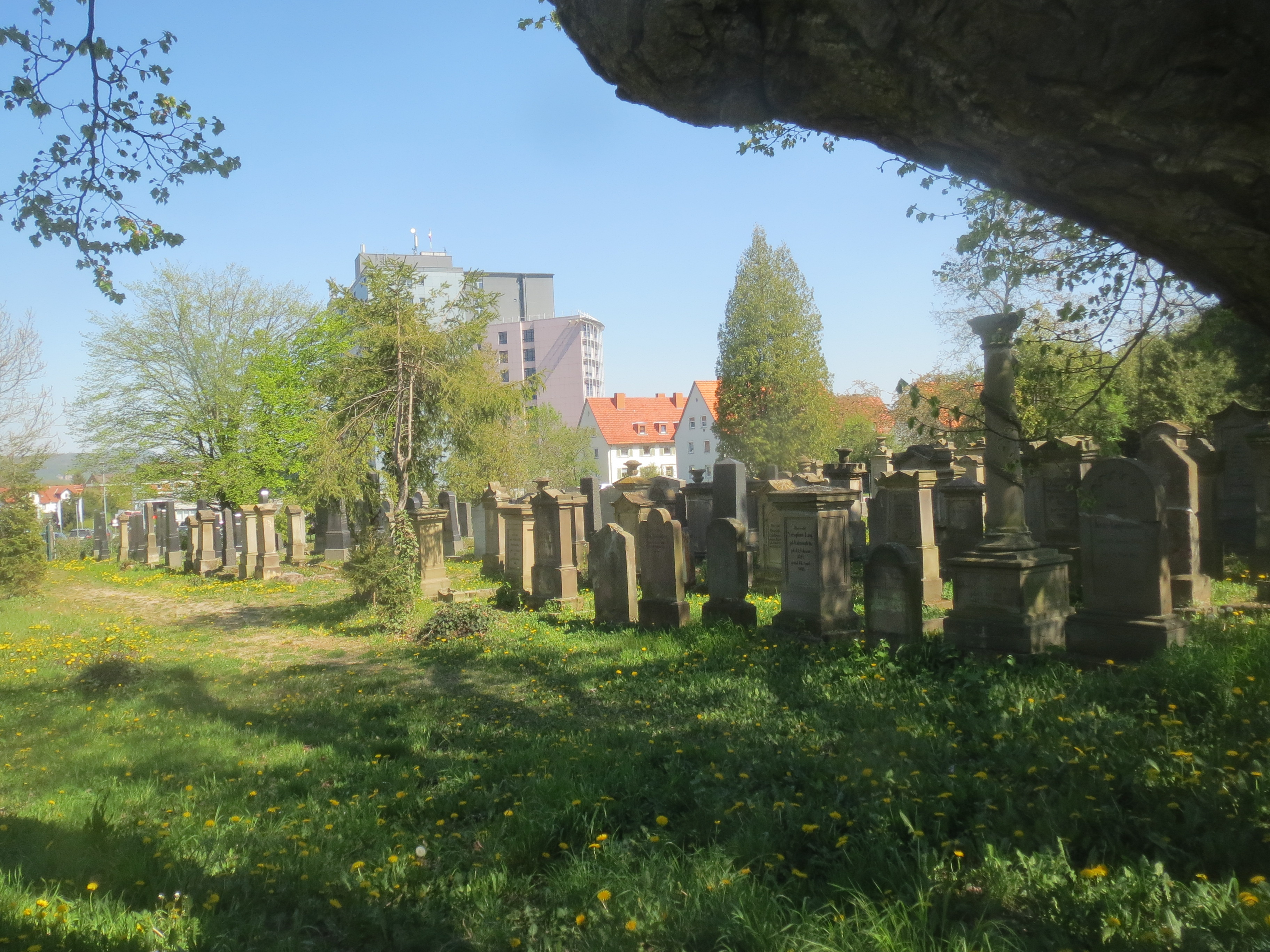
Jüdischer Friedhof Eschwege

Der Jüdische Friedhof Eschwege ist ein Jüdischer Friedhof in der Stadt Eschwege im Werra-Meißner-Kreis in Hessen.
Der 3763 m² große Friedhof befindet sich in unmittelbarer Nähe des Kreiskrankenhauses. Über die Anzahl der Grabsteine liegen keine Angaben vor.

## Geschichte
Bis zur Anlage eines eigenen Friedhofes in Eschwege wurden die Toten auf dem Friedhof bei Jestädt beigesetzt. 1853 konnte die jüdische Gemeinde Eschwege einen neuen Friedhof in Eschwege anlegen. Am 20. April 1857 erfolgte die erste Belegung durch die Beisetzung eines Kindes. Seitdem wurden etwa 500 Beisetzungen vorgenommen. Von 1945 bis 1948 fanden auf dem Friedhof noch ein paar Beisetzungen statt (mehrere sogenannte Displaced Persons). Nach dem Neubau des Kreiskrankenhauses in den 1960er-Jahren wurde ein Großteil der bis dahin unbelegten Friedhofsfläche für die Anlage des Parkplatzes und des Hubschrauberlandeplatzes des Krankenhauses verwendet. Eine früher noch vorhandene offene Leichenhalle und die Wohnung des Friedhofswärters wurden Ende der 1970er-Jahre abgebrochen.
Wegen seiner geschichtlichen und künstlerischen Bedeutung sowie als Zeugnis der ehemaligen jüdischen Gemeinde in Eschwege ist der Friedhof ein geschütztes Kulturdenkmal. Von der alten Gerichtsstätte, in dessen unmittelbarer Umgebung der Friedhof angelegt wurde, ist noch die Linde am südlichen Rand erhalten. Sie wurde im Jahr 1926 unter Schutz gestellt und besitzt in der Liste der Naturdenkmale des Werra-Meißner-Kreises die Nummer ND 636.118.